# Dokumentationsprofil
Ein Dokumentationsprofil (auch Überlieferungsprofil oder in der DDR Territorialprofil) ist die Grundlage für eine systematische Überlieferung zur Abbildung der lokalen Lebenswelt eines Kommunalarchivs und dessen Archivsprengel.

## Allgemeines

### Definition
Ein Dokumentationsprofil dient als Grundlage für eine systematische, effektive und effiziente Überlieferungsbildung amtlicher und nichtamtlicher Überlieferungen in Archiven. Es dient als Auskunftsmittel, wo welche Überlieferung zur Dokumentation lokaler Lebenswelt zu welchem Zweck, in welcher Intensität, von wem aufzubewahren sind.

### Nutzen
Als Nutzen der Dokumentationsprofile sind Erleichterungen bei der archivischen Bewertung von bereits vorhandenen, übernommenen oder angebotener Unterlagen zu nennen, da eine zielgerichtete Ermittlung von überlieferungsrelevanten Unterlagen bietet. Die Möglichkeit zu vergleichenden Forschungen in unterschiedlichen archivischen Sprengeln sowie einen sachthematischen Überblick zu Quellen der lokalen Lebenswelt sind dadurch gegeben. Das Profil muss kontinuierlich überarbeitet und ergänzt werden, um stets den „Ist-Zustand“ der lokalen Lebenswelt abbilden zu können.

## Entstehung
Die Dokumentationsprofile wurden 1984 schon in der DDR unter dem Titel „Rahmendokumentationsprofil der staatlichen Archive der DDR für den Zeitraum 1945–1981“ entwickelt. Da dies aber sehr kompliziert formuliert wurde, ist es nie angewandt worden. In der Archivalischen Zeitschrift 68 von 1972 hat Hans Booms einen Artikel über die Aufstellung von Dokumentationsplänen als Hilfsmittel der inhaltlichen Bewertung publiziert und wurde dafür stark kritisiert. Die Dokumentationsziele, -pläne und -profile standen seit jeher zur Diskussionen. Erst im Jahre 2008 hat die Bundeskonferenz der Kommunalarchive (BKK) eine Arbeitshilfe zur Erstellung eines Dokumentationsprofils für Kommunalarchive verabschiedet.

## Erstellung
Allgemein wird zur Erstellung eines Dokumentationsprofil folgendes benötigt:
- Kategorisierung der lokalen Lebenswelt (siehe unten)
- Formulierung von Dokumentationszielen
- Bestimmung des Dokumentationsgrades
- Ermittlung und Zusammenstellung relevanter Archivbestände und Registraturbildner
- Bewertung archivreifer Unterlagen unter qualitativen und quantitativen Aspekten
- Übernahme in das zuständige Archiv zur dauerhaften Sicherung und Aufbewahrung

Nachfolgend eine Arbeitshilfe zur Erleichterung der Umsetzung einer Kategorisierung erstellt vom Unterausschuss Überlieferungsbildung der BKK:
| Stadt und Raum - Verkehr - Ver- und Entsorgung - Grund und Boden - Bauwesen - Stadtbild - Stadtentwicklung - Stadt und Umland - Umwelt und Natur Bevölkerung und Bevölkerungsgruppen - Stadtbewohner/innen - Bevölkerungsbewegungen - Einzelne Personen und Familien - Individuelle Lebens-, Wohn- und Arbeitsverhältnisse Wirtschaft - Arbeitsmarkt - Handel, Gewerbe und Handwerk - Dienstleistungen - Industrie - Landwirtschaft Vermögen und Finanzen - Öffentliches Vermögen - Privatvermögen | Politik - Politische Gruppen - Politische Gremien - Lokale Politiker/innen - Politische Ereignisse - Grundlagen politischen Handelns Rechtswesen - Rechtsprechung - Rechtspflege - Kriminalität Bildung und Erziehung - Erziehung und Ausbildung - Fort- und Weiterbildung - Wissenschaft und Forschung Verwaltung - Kommunale Verwaltung - Staatliche Verwaltung Kultur - Historische Identität und Erinnerungskultur - Darstellende Kunst - Bildende Kunst - Musik - Lese- und Buchkultur - sonstige Kulturvermittlung | Religion - Christentum - Judentum - Islam - andere Religionen Medien - Medienstandort - Medienrezeption Soziales Leben - Armut und Wohlfahrt - spezielle Notlagen Gesundheit - Medizinische Versorgung - Gesundheitspflege Sport - Leistungssport - Breitensport Freizeit - Freizeitangebote - Freizeitverhalten |

Diese sollte, je nach Archivsprengel an die jeweilige Lebenswelt die abgebildet werden soll, angepasst werden.

### Dokumentationsziele
Sollten für alle Kategorien und Unterpunkten der lokalen Lebens erstellt und vertikal tiefergehend konkretisiert werden. Bei der Erstellung der Ziele müssen die lokalen Besonderheiten berücksichtigt werden. Es sollte jeweils eine konkrete Leitfrage hinsichtlich bestimmten Personen, Institutionen, politischen Parteien, Strukturen, Entwicklungen und Ereignisse der lokalen Lebenswelt beantworten können.

### Dokumentationsgrad
Durch Bestimmung des angestrebten Dokumentationsgrades und des daraus folgenden Quellenfundus, entscheidet sich was in welchen Bereichen (Kategorien) umfassen und weniger umfassen dokumentiert werden soll.
| Dokumentationsgrad | Quellenfundus | Beispiel möglicher Quellen(arten)                                                                                 |
| ------------------ | --- | --- |
| Niedrig            | Amtliche und private Unterlagen mit zusammenfassendem Charakter, chronikalische Quellen                                           | Statistiken, Jahresberichte, Presseberichterstattung, Mitgliederlisten                                            |
| Mittel             | Zusätzlich zu niedrig: amtliche und private Registraturen sowie Sammlungsgut in Auswahl                                           | Sachakten und Massenakten in Auswahl, Sitzungsprotokolle, Websites, Plakate, Bilder, Programme, Druckschriften    |
| Hoch               | Zusätzlich zu niedrig und mittel: amtliche und private Registraturen sowie Sammlungsgut jeweils vollständig; aktive Dokumentation | Ganze Amts- und Abteilungsbestände, ganze Sachbearbeiterablagen, Nachlässe, Oral History, Personal-, Prozessakten |

### Ermittlung und Zusammenstellung relevanter Archivbestände und Registraturbildner
Nach der Formulierung der Dokumentationsziele wird überprüft inwieweit sich relevanten Bestände im eigenen Archiv oder in anderen Archiven zur Verwirklichung der Ziele befindet. Ist letzteres der Fall muss eine Absprache zwischen den Archiven getroffen werden, welches Archiv die Überlieferungsbildung übernimmt.
Des Weiteren müssen potentielle Registraturbildner oder nichtamtliche Stellen ausfindig gemacht und wichtigen Informationen wie Ansprechpartnern, Adressen, Telefonnummern etc. erfasst werden, die für ein umfangreiches
Records Management benötigt werden.

### Wertanalyse des Quellenfundus
Der ermittelte und zusammengestellte Quellenfundus wird auf ihren Informationswert überprüft. Anschließend wird ausgewertet, ob der Quellenfundus ausreicht, um die lokale Lebenswelt hinreichend abzudecken. Falls potentielle Überlieferungslücken auftauchen, müssen diese durch Ermittlung weiterer Registraturbildner (amtlich und nichtamtlich) oder Änderungen der Dokumentationsziele verhindert werden.